# Marie Hjorth
Marie Hjorth (født 18. september 1941 i Rønne) er en dansk keramiker, datter af Erik Hjorth og søster til Ulla Hjorth.
Hun er datter af keramiker Erik Hjorth og hustru Agnethe f. Westh og fik afgang fra Kunsthândværkerskolen i København 1964. Siden arbejdede hun pâ eget værksted, og i 1982 overtog hun sammen med sin søster L. Hjorth's Terracottafabrik, som de lukkede i 1993. Siden 1995 har fabrikkens bygninger indgået i et arbejdende museum under Bornholms Museum, hvor produktionen til dels er blevet genoptaget.
Hun har deltaget i udstillinger i ind- og udland og er repræsenteret på bl.a. Bornholms Kunstmuseum, Designmuseum Danmark, Kunstmuseet Trapholt, Ystads konstmuseum, Nordenfjeldske Kunstindustrimuseum, Nasjonalmuseet i Oslo, Landesmuseum für Kunst und Kulturgeschichte i Slesvig by, Museum für Kunst und Gewerbe i Hamborg, Philadelphia Museum of Art og på udstillingen Forum Form, Schloss Clemenswerth, Sögel. 